# Albània al Festival de la Cançó d'Eurovisió 2012
| Edició                   | 2012                                         |
| Televisio(ns) implicades | RTSH                                         |
| Nom de la preselecció    | Festivali i Këngës                           |
| Dates                    | Del 26 al 29 de desembre de 2011.            |
| Format                   | Festival obert: dos semifinals i una final.  |
| Presentadors             | Nik Xhelilaj, Hygerta Sako i Enkeleida Zeko. |
| Nombre de participants   | 28                                           |

La televisó albanesa organitza un cop més el seu històric Festivali i Këngës, que arriba aquest cop a la seva cinquantena edició.

## Organització
Els artistes i compositors interessats a participar van poder enviar les seves propostes fins al dia 14 d'octubre de 2011.
Un jurat professional de la cadena va escollir les 28 millors cançons, que competiran durant quatre gales per aconseguir el preuat premi del Festival albanès, a més del bitllet per representar el país balcànic a Bakú. El jurat, que serà present al festival per assessorar les cançons, està compost d'Aldo Shllaku, Edi Xhani, Ndriçim Xhepa, Redon Makashi, Zana Shuteriqi i Zhani Ciko. La final tindrà lloc el 29 de desembre de 2011, i per primer cop, el resultat de la mateixa serà decidit íntegrament per televot.

## Candidats[5]
El 22 d'octubre de 2011, la RTSH va revelar la llista de participants:
- Altin Goci
- Bashkim Alibali
- Bojken Lako
- Claudio La Regina
- Dr. Flori
- Elhaida Dani
- Elton Deda
- Endri & Stefi Prifti
- Entela Zhula
- Evans Rama
- Frederik Ndoçi (representant albanès al Festival de 2007)
- Goldi Halili
- Gerta Mahmutaj
- Hersi Matmuja
- Iris Hoxha
- Kamela Islamaj
- Kujtim Prodani
- Mariza Ikonomi
- Marjeta Billo
- Marsida Saraçi
- Orinda Huta
- Rona Nishliu
- Rudina Delia
- Saimir Braho
- Samanta Karavella
- Sindi Berisha
- Toni Mehmetaj
- Xhensila Myrtezaj

## Resultats
- Primera semifinal: 26 de desembre de 2011.

| Nº | Intèrpret(s)         | Cançó                    |
| -- | -------------------- | ------------------------ |
| 1  | Gerta Mahmutaj       | Pyete zemrën             |
| 2  | Entela Zhula         | Ndjehem Bosh             |
| 3  | Bashkim Alibali      | Këngën time merr vehtë   |
| 4  | Samanta Karavello    | Zgjomë një tjetër ëndërr |
| 5  | Endri & Stefi Prifti | Iluzion                  |
| 6  | Rona Nishliu         | Suus                     |
| 7  | Rudina Delia         | Më kërko                 |
| 8  | Marjeta Billo        | Vlen sa një jetë         |
| 9  | Claudio La Regina    | Kur të pasha             |
| 10 | Hercina Matmuja      | Aty ku më le             |
| 11 | Orinda Huta          | Dorëzohem                |
| 12 | Altin Goci           | Kthehem prap             |
| 13 | Elton Deda           | Kristal                  |
| 14 | Evans Rama           | Ti nuk mundesh           |

- Segona semifinal: 27 de desembre de 2011.

| Nº | Intèrpret(s)     | Cançó                  |
| -- | ---------------- | ---------------------- |
| 1  | Toni Mehmetaj    | Ëndrra e parë          |
| 2  | Dr. Flori        | Personale              |
| 3  | Kamela Islamaj   | Mbi yje                |
| 4  | Frederik Ndoçi   | Oh... jeta ime         |
| 5  | Marsida Saraj    | Eja më merr            |
| 6  | Bojken Lako      | Të zakonshëm           |
| 7  | Sindi Berisha    | Braktisur              |
| 8  | Mariza Ikonomi   | Më ler të të dua       |
| 9  | Kujtim Prodani   | Digjem                 |
| 10 | Iris Hoxha       | Pa ty                  |
| 11 | Samir Braho      | Përjetësi              |
| 12 | Goldi Halili     | Rroj për dashurinë     |
| 13 | Xhensila Myrtzaj | Lulet mbledh për hënën |
| 14 | Elhaida Dani     | Mijra vjet             |

- Final: 29 de desembre de 2011.

| Ordre | Artista              | Cançó                      | Lletrista / Compositor                   | Punts | Posició |
| ----- | -------------------- | -------------------------- | ---------------------------------------- | ----- | ------- |
| 1     | Bojken Lako & Breza  | "Të zakonshëm"             | Bojken Lako / Bojken Lako                | 18    | 10      |
| 2     | Saimir Braho         | "Ajër"                     | I. Kurti & Saimir Braho / Ilir Dangellia | 50    | 3       |
| 3     | Marjeta Billo        | "Vlen sa një jetë"         | Arben Duka / Klodian Qafoku              | 0     | 14      |
| 4     | Hercina Matmuja      | "Aty ku më le"             | Agron Tufa / Shpëtim Kushta              | 0     | 14      |
| 5     | Xhensila Myrtezaj    | "Lulet mbledh për hënën"   | P. Papingji / Genti Lako                 | 8     | 13      |
| 6     | Toni Mehmetaj        | "Ëndrra e parë"            | Agim Doçi / Edmond Zhulali               | 10    | 12      |
| 7     | Iris Hoxha           | "Pa ty"                    | L. Shqiponja / Edmon Rrapi               | 19    | 9       |
| 8     | Gerta Mahmutaj       | "Pyete zemrën"             | Rozana Radi / Flamur Shehu               | 0     | 14      |
| 9     | Bashkim Alibali      | "Këngën time merr vehtë"   | Jorgo Papingji / Bashkim Alibali         | 0     | 14      |
| 10    | Altin Goci           | "Kthehem prap"             | K. Shehu / Altin Goci                    | 38    | 5       |
| 11    | Elton Deda           | "Kristal"                  | Sokol Marsi / Elton Deda                 | 55    | 2       |
| 12    | Endri & Stefi Prifti | "Iluzion"                  | Timo Flloko / Voltan Prodani             | 25    | 6       |
| 13    | Rona Nishliu         | "Suus"                     | Rona Nishliu / Florent Boshnjaku         | 77    | 1       |
| 14    | Kamela Islamaj       | "Mbi yje"                  | I. Sojli / Alban Male                    | 25    | 6       |
| 15    | Frederik Ndoci       | "Oh... jeta ime"           | Frederik Ndoci / Lejla Agolli            | 0     | 14      |
| 16    | Mariza Ikonomi       | "Më ler të të dua"         | Jorgo Papingji / Sokol Marsi             | 13    | 11      |
| 17    | Elhaida Dani         | "Mijra vjet"               | Sokol Marsi / Endri Sina                 | 0     | 14      |
| 18    | Rudina Delia         | "Më kërko"                 | Rudina Delia / Luan Zhegu                | 0     | 14      |
| 19    | Samanta Karavello    | "Zgjomë një tjetër ëndërr" | Pandi Laço / Gent Myftaraj               | 47    | 4       |
| 20    | Dr. Flori            | "Personale"                | Dr. Flori / Dr. Flori                    | 21    | 8       |

Rona Nishliu representarà Albània al Festival de 2012 amb la cançó Suus.